# Contea di Yuanling
La contea di Yuanling (沅陵县S, Yuánlíng XiànP) è una contea della Cina, situata nella provincia di Hunan e amministrata dalla prefettura di Huaihua.